# From Russia with Love
From Russia with Love (prt: 007 - Ordem para Matar; bra: Moscou contra 007) é um filme britânico de ação, espionagem e aventura de 1963, o segundo da série 007 com Sean Connery no papel do agente secreto James Bond. Este filme voltou a reunir os produtores Albert Broccoli e Harry Saltzman e o director Terence Young. É baseado no romance homónimo de Ian Fleming de 1957.
James Bond é enviado à Turquia para trazer à Inglaterra uma secretária da embaixada da URSS em troca de uma máquina descodificadora Lektor. Porém repara que isso tudo não passa de um acto de vingança da SPECTRE pela morte de Dr. No de modo a obter a decodificadora.

## Enredo
O filme começa com James Bond a ser assassinado por um homem loiro e alto, Red Grant. Bond é capturado e estrangulado com um fio que saía de um relógio. Passado uns segundos, aproxima um homem e retira a máscara de "Bond", revelando ser um sujeito disfarçado e um treino da SPECTRE.
Noutro local, Kronsteen, um grande mestre de xadrez e n.º5 da SPECTRE, planeja um plano para roubar uma máquina descodificadora Lektor aos russos usando o MI6 e os seus agentes secretos e uma agente da embaixada da URSS na Turquia como isca. Em seguida, venderiam a máquina de volta aos soviéticos e vingariam a morte do agente da SPECTRE, Julius No, nas mãos de Bond. Após o n.º 1 da SPECTRE ser informado da missão, designa a antiga agente da SMERSH Rosa Klebb, a n.º 3, para por em prática a missão. Klebb já tinha escolhido a moça: Tatiana Romanova, uma descodificadora da embaixada soviética na Turquia, que pensa estar fazendo tudo pela Mãe Rússia. Klebb escolhe também Red Grant para tirar a Lektor e assassinar James Bond.
Em Londres, M diz a Bond que Tatiana Romanova pediu asilo no Reino Unido oferecendo o descodificador e afirma também que isto é uma armadilha, pois, o MI6 e a CIA andavam atrás de um exemplar há muitos anos. Contudo, M decide enviar Bond a Istambul, para a estação T liderada por Ali Kerim Bey. Antes da partida, M chama Q para apresentar uma mala que possui engenhos de ataque e defesa bem como 50 moedas de ouro.
Bond chega a Istambul e é apresentado a Kerim Bey. Este revela os pormenores sobre a missão. Porém, no dia seguinte, o seu escritório é bombardeado. Kerim Bey e Bond atravessam as fundações da cidade até chegar ao consulado soviético. Bond vê através de um periscópio Krilencu, um antigo inimigo de Kerim Bey. Depois, leva Bond a um campo cigano para descansar. Porém o campo é atacado pelos homens de Krilencu levando assim Kerim Bey a concluir que foram os russos que bombardearam a sua casa. Como ato de vingança, Bey mata Krilencu com o fuzil de precisão montável de Bond.
Quando Bond regressa ao hotel, este vê Tatiana Romanova deitada na cama. Os dois fazem amor e são filmados secretamente por Grant e Klebb. No dia seguinte, Romanova arranja um encontro com Bond na Igreja de Santa Sofia e lá acontece uma série acontecimentos em que Grant mata um homem que vigiou Bond no aeroporto quando da sua chegada. Bond irrita-se e quer tirar a secretária e a Lektor e levar ambos para Londres.
No dia seguinte, Bond e Bey entram no consulado soviético, e após criarem uma confusão roubam o Lektor, para em seguida fugirem para a estação de comboio e apanharem o Expresso do Oriente. Na viagem, Bey e um agente soviético são mortos por Grant, que faz a cena parecer como se um tivesse matado o outro. O comboio segue a viagem até Belgrado, local onde Bond devia ter um encontro com Nash da Estação Y. Porém o agente que Bond recebe na verdade é Grant, que interceptara o informador. De volta ao comboio, Grant droga Romanova no vagão do restaurante. Quando Bond conduz Romanova à cabine, Grent ataca Bond e explica os planos da SPECTRE. Bond fica surpreendido dado que pensava que fosse a SMERSH atrás do plano. Grant também revela o filme feito no hotel, dizendo que irá plantá-lo no vagão junto com uma carta de chantagem para fazer as mortes de Bond e Romanova parecerem um assassinato seguido de suicídio. Bond tenta persuadir Grant a aceitar 50 libras de ouro que se encontravam na mala. Ao abri-la, Grent é surpreendido com gás lacrimogênio e Bond ataca-o; no fim do combate, estrangula-o.
Bond pega em Romanova e saltam do comboio. Interceptam o caminhão de fuga de Grant e fogem da linha férrea, chegando a uma doca com um barco a motor após destruir um helicóptero inimigo. O N.º 1, furioso, chama Kronsteen e Klebb, ordenando o capanga Morzeny a matar o primeiro, e em seguida ordenar Morzeny e Klebb a interceptarem Bond e o Lektor.
No Mar Adriático, Bond e Romanova são perseguidos por Morzeny e os homens da SPECTRE. O espião lança os barris de combustível ao mar e através de um foguete de localização e arrebenta-os escapando assim ileso. Bond e Romanova chegam a Veneza e alugam um quarto num hotel. O último golpe da SPECTRE é Klebb passar-se por uma empregada e tentar apanhar a Lektor. Bond é interceptado por ela, que tenta matá-lo com uma arma e uma lâmina em seu sapato, mas Bond defende-se e bloqueia-a contra a parede. Romanova pega a Walther PPK de Bond e atira em Klebb. Em seguida, Bond e e Romanova se beijam numa gôndola, enquanto Bond joga no mar o filme com ambos no hotel turco.

## Elenco
- Sean Connery como James Bond: o Agente 007 do MI6.
- Daniela Bianchi como Tatiana Romanova: uma funcionária da embaixada soviética e o interesse romântico de Bond.
- Pedro Armendáriz como Ali Kerim Bey: o Chefe da Inteligência Britânica na Estação de Istanbul.
- Lotte Lenya como Rosa Klebb: a principal vilã e uma ex-agente da SMERSH, agora Oficial Chefe de Operações da SPECTRE.
- Robert Shaw como Red Grant: um assassino da SPECTRE e um dos principais inimigos de Bond.
- Bernard Lee como M: Chefe da Inteligência Britânica.
- Walter Gotell como Mozerny: um capanga da SPECTRE que treina pessoal na Ilha da SPECTRE.
- Vladek Sheybal como Tov Kronsteen: Grande Mestre de Xadrez e Oficial Chefe de Planejamento da SPECTRE
- "?" (crédito anônimo para Anthony Dawson (corpo) e Eric Pohlmann (voz) como "Número 1", Ernst Stavro Blofeld): Chefe da SPECTRE e o nêmesis de Bond.
- Lois Maxwell como Miss Moneypenny: a secretária de M.
- Desmond Llewelyn como Major Boothroyd: Chefe da Seção "Q".
- Eunice Gayson como Sylvia Trench: a namorada semi-regular de Bond
- Francis de Wolff como Vavra: chefe da tribo cigana que faz alguns trabalhos sujos para Kerim Bey.
- George Pastell como o condutor do Expresso do Oriente.
- Fred Haggerty como Krilencu: um assassino búlgaro que trabalha para os soviéticos.
- Aliza Gur e Martine Beswick como Vida e Zora, respectivamente: duas ciumentas garotas ciganas que disputam o mesmo homem.
- Nadja Regin como a namorada de Kerim Bey.

O filme tem a primeira aparição de Desmond Llewelyn como Major Boothroyd, conhecido como Q, um personagem que ele iria interpreta em todos os filmes subsequentes de Bond, com a exceção de dois, até sua morte 1999. Entretanto, o crédito para Llewelyn foi omitido na abertura do filme, sendo reservado apenas para os créditos finais, onde ele é creditado simplesmente como "Boothroyd". O personagem de Llewelyn não foi chamado por esse nome em nenhum momento do filme, porém M o apresenta como sendo da Seção Q.

## Produção
Durante as filmagens de Dr. No, Harry Saltzman e Albert Broccoli decidem rodar From Russia With Love como sucessor de Dr. No, com a intenção de lançar um filme de Bond por ano. O filme foi escolhido pelo livro ter sido listado pelo presidente John F. Kennedy como um de seus favoritos. O orçamento designado pela United Artists foi de US$2 milhões, o dobro do predecessor. Os produtores voltam a usar a mesma equipe técnica - com exceção do designer Ken Adam, substituido pelo diretor de arte não-creditado de Dr. No, Syd Cain; e o coordenador de dublês Bob Simmons, substituido por Peter Perkins - bem como o actor Sean Connery.
Contratam dois roteiristas de Dr. No, Joanna Harwood e Richard Maibaum, para adaptar From Russia With Love - a primeira ganha crédito de história e o segundo de argumento final. Dado a motivos políticos da altura, os produtores decidem em mudar (mesmo antes de ser rodado Dr. No) o nome SMERSH para SPECTRE pois o primeiro era uma organização soviética que visava os agentes secretos do ocidente.
Robert Shaw é designado para fazer o papel do inimigo Red Grant. A alemã Lotte Lenya é escolhida para interpretar Rosa Klebb, após a grega Katina Paxinou estar indisponível. Para Karim Bey, os produtores tomam a decisão sobre Pedro Armendariz após uma recomendação de John Ford. Aliza Gur e Martine Beswick são escolhidas para fazer o papel das duas ciganas a lutar. Por fim, o papel de Tatiana Romanova recai sobre a actriz italiana Daniela Bianchi. Até a equipa estar pronta e o dinheiro disponível, os actores tiveram de esperar alguns meses até serem convocados.
A rodagem inicia-se a 1 de Abril de 1963. Nesse mesmo dia, Desmond Llewelyn entre em cena pela primeira vez na série como Major Boothroyd, o Q (um papel que conquistou pelo intérprete em Dr. No, Peter Burton, estar indisponível). A 3 de Abril, as filmagens continuam entre Lotte Lenya e Daniela Bianchi na cena do recrutamento de Romanova para a missão de Klebb e a 5 de Abril é filmada o jogo de xadrez entre Kronsteen e Mac Addams. O cenário do jogo custou $150.000 dólares e não incluia o tecto que teve que ser criado para tapar a ilumincação nos grandes planos. O jogo representa a mais famosa partida do xadrez moderno de Boris Spassky no jogo de 1960 entre este e Bronstein. A cena com Bond e Romanova a conhecerem-se no quarto do hotel prova ser provocante pois na altura era chocante ver uma pessoa nua na televisão como aconteceu no filme. A conversa entre Blofeld e Klebb tornara-se difícil de filmar pois os peixes não lutavam e o diálogo tinha que ser reduzido. Após o guião ter estado totalmente escrito, foram feitas inúmeras alterações quer no filme, quer no próprio guião. Em Istambul, as gravações também foram difíceis devido à grande curiosidade da população local. À medida que as gravações são feitas, Terrence Young repara que Pedro Almenrandiz está com uma depressão até este afirmar que está gravemente doente: um cancro inoperável. Todas as cenas com Pedro tornaram-se grandes prioridades. Após as gravações, Pedro dirige-se finalmente para o México e entra para o Ronald Reagan UCLA Medical Center onde é internado. Porém, devido às grandes dores, Pedro deixa dinheiro para a sua família e, a 18 de Junho, suicida-se com um tiro. Mesmo morto, Pedro ainda é uma referência nos filmes e o seu filho atuaria mais tarde em Licence to Kill.
As filmagens continuam com a luta entre as duas ciganas em que o realizador pedia uma coreografia tão real quanto possível. Mais tarde, Terrence cria uma luta no recriado Expresso do Oriente cuja filmagem durou vários dias e com várias complicações dado o pequeno tamanho do cenário. Em Outubro, Terrence leva a equipa para a Escócia onde filma a cena de Bond a fugir dos helicópetros, bem como a perseguição de barcos. Ambas as cenas não existem no livro, mas foram acrescidas para ter mais cenas de ação - os helicópteros foram inspirados em North by Northwest, e os barcos em outro filme de Young, The Red Beret.
Com o filme estourando o orçamento e o cronograma - a estreia já estava marcada para Outubro daquele ano - Maibaum tem de reescrever cenas, e o editor Peter Hunt começar a editar o filme. A montagem recria o filme numa ordem diferente. Originalmente, a cena de Klebb a recrutar Grant estava em primeiro lugar, seguindo da recruta de Romanova passando pelo jogo de xadrez e terminando com a conversa entre esta e Blofeld. Peter Hunt altera a ordem de modo a que se pudesse entender os actos de Klebb. Dadas estas modificações, seria necessário regravar a conversa de Blofeld. Porém, o orçamento estava esgotado. Mas como nunca se mostrava a cara de Blofeld, Hunt decide recriar a voz através de um dobrador, Eric Pohlman. Os actores também teriam que ser re-filmados de acordo com o texto. Hunt recorre a uma projecção de fundo de modo a recriar a cena. As filmagens se encerram em Agosto de 1963.

## Música
John Barry, que orquestrara o tema de James Bond em Dr. No, foi contratado para compor a trilha sonora. Uma das faixas na verdade é uma composição não usada de Monty Norman para a trilha do antecessor.
O filme foi o primeiro a ter uma canção-tema, "From Russia with Love", composta por Lionel Bart, de Oliver!, e cantada por Matt Monro. A canção de Munro é ouvida duas vezes, em uma cena em que Bond romanceia Sylvia Trench e durante o final do filme. Nos créditos iniciais, feitos por Robert Brownjohn, uma versão instrumental de "From Russia with Love".

### Recepção
From Russia With Love estreou em 10 de Outubro de 1963 no Odeon Leicester Square em Londres. Tornou-se um grande sucesso a nível mundial, com US$12.5 milhões na bilheteria global. Após relançamentos, o número aumentou para $24 milhões na América do Norte, e $54 milhões em outros mercados, totalizando US$78 milhões. O filme foi laureado com o prémio BAFTA para Melhor cinematografia britânica (filme a cor), recebendo o prémio semelhante da British Society of Cinematographers. Foi nomeado para melhor canção do Globo de Ouro (John Barry, Lionel Bart e Monty Normans). É amplamente considerado um dos melhores filmes da série.